# Towner, North Dakota
Towner är administrativ huvudort i McHenry County i North Dakota. Orten har fått sitt namn efter militären Oscar M. Towner. Enligt 2020 års folkräkning hade Towner 479 invånare.